# Железнодорожные происшествия во Франции

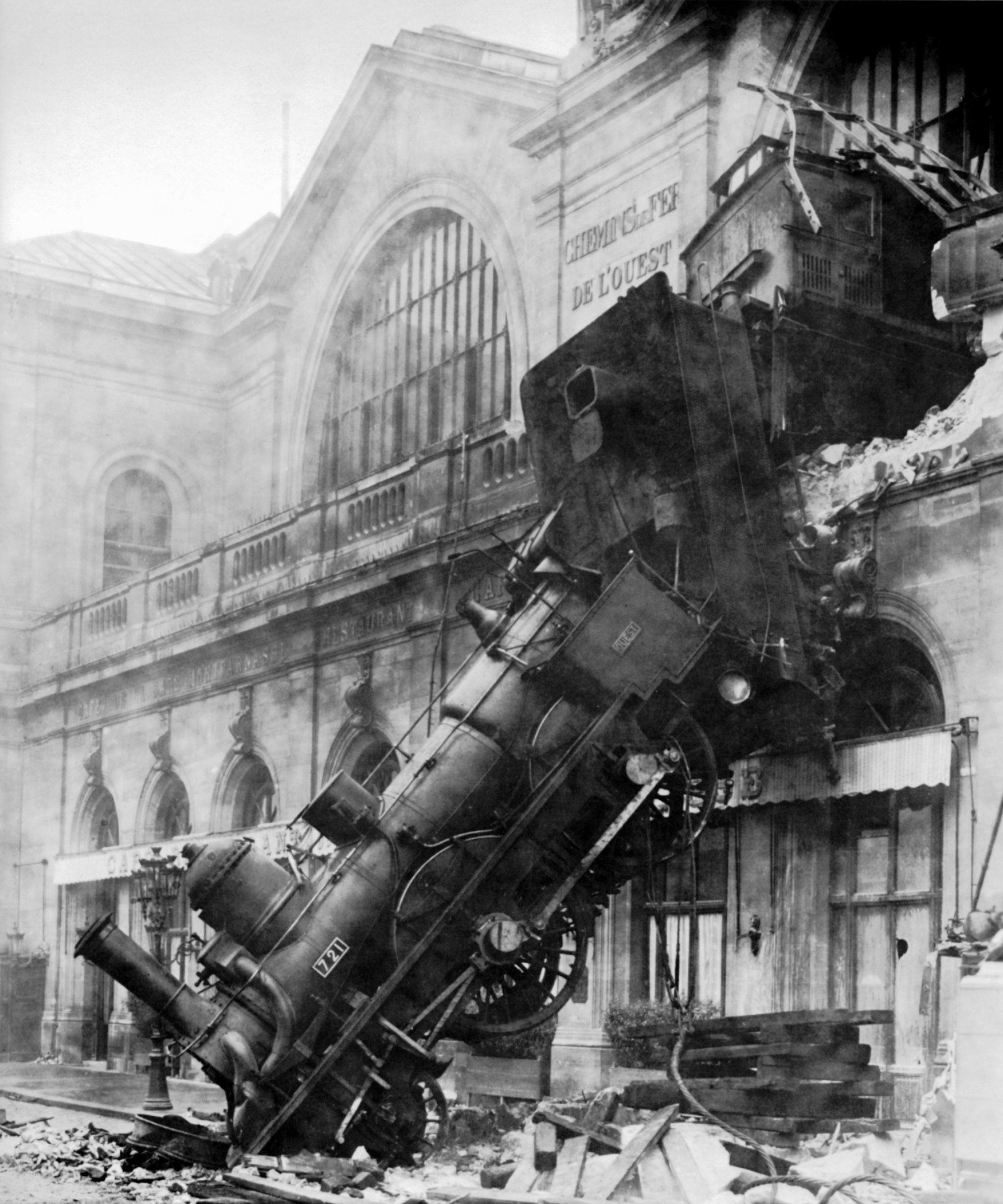
Крушение на вокзале Монпарнас

Список крушений, терактов и известных аварий, произошедших на железных дорогах Франции.
 Бежевым цветом  в таблице выделены происшествия с доказанной энциклопедической значимостью.
| Инцидент | Дата                 | Место                                 | Людские потери     | Пострадавших                   | Причина                                                         |
| --- | -------------------- | ------------------------------------- | ------------------ | ------------------------------ | --------------------------------------------------------------- |
| Версальская железнодорожная катастрофа | 8 мая 1842 года      | В ~200 м к юго-востоку от ст. Бельвю  | 55                 | 100—200+                       | Износ оси паровоза                                              |
| Катастрофа в Фампу | 8 июля 1846 года     | близ р. Скарп                         | 17                 | 40~                            | Превышение скорости (предположительно)                          |
| Крушение на вокзале Монпарнас | 22 октября 1895 года | Вокзал Монпарнас и улица Ренн,Париж   | 1                  | 6                              | Превышение скорости, тормозная система была отключена намерено. |
| Крушение в Сен-Мишель-де-Морьен | 12 декабря 1917 года | близ Модана                           | 435                | нет данных                     | Тормозная сила была недосточной                                 |
| Столкновение пассажирского поезда «Фоллины — Сен-Ло» с грузовым                                                                                      | 16 октября 1932 года | близ ст. Серанс                       | 7                  | 15                             |                                                                 |
| Нападение на поезд «Страсбург-Париж» | 18 июня 1961 года    | близ ст. Витри-ле-Франсуа             | 24+                | 132+                           | Террористический акт OAS                                        |
| Крушение на Лионском вокзале (в час пик) | 27 июня 1988 года    | Париж, Иль-де-Франс                   | 56                 | 57                             | паника машиниста из-за неработающих тормозов.                   |
| TGV 8515, следовавший из Парижа в Ирун сошёл с рельсов на скорости 130 км/ч. Все десять вагонов сошли с рельсов, задний моторный вагон перевернулся. | 31 октября 2001 года | близ коммуны Дакс                     | 0                  | 6 легкораненых                 | Дефект железнодорожного полотна                                 |
| Пожар в вагоне | 6 ноября 2002 года   | ст. Нанси                             | 12                 | 9                              |                                                                 |
| Лобовое столкновение пассажирских поездов | 27 января 2003 года  | Бион, Арблад-ле-О, округ Кондом, Жер  | 2                  | 200+ (в т. ч. 9 тяжелораненых) |                                                                 |
| Крушение у Цуффтгена | 11 октября 2006 года | Граница с Люксембургом                | 6                  | 14                             |                                                                 |
| Столкновение с тупиковой призмой поезда, следовавшего из пригорода Шато-Тьери                                                                        | 5 апреля 2007 года   | Восточный вокзал, Париж, Иль-де-Франс | 0                  | 71                             |                                                                 |
| Столкновение пассажирских поездов | 22 ноября 2007 года  | Корсика                               | 0                  | 24                             |                                                                 |
| На железнодорожном переезде грузовик, перевозивший щебень, врезался в поезд                                                                          | 26 ноября 2007 года  | Сен-Медар-сюр-Иль, Бретань            | 0                  | 40                             |                                                                 |
| Столкновение скоростного поезда с грузовиком | 19 декабря 2007 года | Тосья, Эн                             | 1                  | 35 легкораненых                | Нарушение ПДД                                                   |
| Авария в Алленже | 2 июня 2008 года     | Мезинь, Верхняя Савойя                | 6 (из них 5 детей) | 31                             | Нарушение ПДД                                                   |
| Столкновение пассажирского поезда с прицепом на переезде                                                                                             | 4 июля 2009 года     | близ Лиможа                           | 0                  | 13                             |                                                                 |
| Столкновение пассажирского поезда с грузовиком на переезде                                                                                           | 12 октября 2011 года | Сен-Медар-сюр-Иль, Бретань            | 3                  | 48                             |                                                                 |
| Крушение на станции Бретеньи | 12 июля 2013 года    | Бретиньи-сюр-Орж, Эсон                | 7                  | 61                             | Износ рельсового стыка                                          |
| Крушение у Анно | 8 февраля 2014 года  | Альпы Верхнего Прованса               | 2                  | 9                              | Стихийное бедствие: Камнепад                                    |
| Нападение на поезд Амстердам — Париж | 21 августа 2015 года | близ Уаньи, Па-де-Кале, О-де-Франс    | 0                  | 4                              | Террористический акт                                            |
| Крушение TGV у Экверсайма | 14 ноября 2015 года  | Канал Марна — Рейн, Нижний Рейн       | 11                 | 42                             | Превышение скорости                                             |
| Столкновение с упавшим деревом пассажирского поезда Монпелье—Ним на скорости 140 км/ч                                                                | 17 августа 2016 года | Сент-Онес, Эро, Лангедок-Руссильон    | 0                  | 60~                            | Стихийное бедствие: Ураган                                      |
| Авария в Перпиньяне | 14 декабря 2017 года | Мийо, Восточные Пиренеи               | 6                  | 14                             | Нарушение ПДД                                                   |
| Сход с рельсов пригородного электропоезда | 12 июня 2018 года    | Эсон                                  | 0                  | 7                              |                                                                 |
| Столкновение поезда с грузовиком. Пострадали 11 человек. Авария привела к масштабной забастовке железнодорожников по всей Франции                    | 16 октября 2019 года | Гранд-Эст                             | 0                  | 11                             |                                                                 |
| Сход с рельсов поезда Страсбург—Париж | 5 марта 2020 года    | 30 км в северу от Страсбурга          | 0                  | 21                             | Стихийное бедствие: оползень                                    |

## Комментарии
1. ↑  Т.е. совокупность, указанная в скобках так: подтверждённых смертей + пропавших без вести обычным шрифтом